# 亚罗利姆·维森
亚罗利姆·维森（1989年10月1日—），斯洛伐克男子羽毛球運動員。

## 簡歷
2013年8月，亚罗利姆·维森參加中國廣州舉行的世界羽毛球錦標賽，出戰男子單打項目，在首圈就以0比2（17-21、13-21）負於乌干达的埃德温·埃基林出局。

## 主要比賽成績
只列出曾進入準決賽的國際賽事成績：
| 年份   | 賽事                   | 公開賽級別 | 項目     | 拍檔        | 成績   |
| ------ | ---------------------- | ---------- | -------- | ----------- | ------ |
| 2013年 | 斯洛伐克羽毛球公開賽   | 未來系列賽 | 男子單打 | －          | 準決賽 |
| 2014年 | 拉各斯羽毛球國際挑戰賽 | 國際挑戰賽 | 男子單打 | －          | 準決賽 |
| 2014年 | 蘇利南羽毛球國際賽     | 國際系列賽 | 男子雙打 | 扬·弗罗利希 | 準決賽 |
| 2014年 | 聖多明哥羽毛球公開賽   | 國際系列賽 | 男子單打 | －          | 準決賽 |
| 2015年 | 蒙古國羽毛球國際賽     | 國際系列賽 | 男子單打 | －          | 準決賽 |

| 2007-2017年 | 首要超級賽 | 超級賽 | 黃金大獎賽 | 大獎賽 | 國際挑戰賽 | 國際系列賽 | 未來系列賽 | 其他 |

| 2018-2026年 | 總決賽 | 超級1000賽 | 超級750賽 | 超級500賽 | 超級300賽 | 超級100賽 | 國際挑戰賽 | 國際系列賽 | 未來系列賽 | 其他 |

### 奧運會和世錦賽參賽紀錄
|          | 2013 |
| -------- | ---- |
| 男子單打 | 64強 |